# Астраханська картинна галерея імені П. М. Догадіна
Астраханська картинна галерея імені П. М. Догадіна (рос. Астраханская картинная галерея имени П. М. Догадина) — художній музей у місті Астрахань (Росія).
Колекція включає твори відомих російських художників XVIII—XX століть. Унікальною є колекція живопису кінця XIX — початку XX століття. Особливе місце в колекції займає російський авангард. Галерея також володіє великим зібранням західноєвропейської гравюри XVII—XIX століть. Важливе місце в колекції займає творчість уродженця Астрахані Б. М. Кустодієва. Галерея налічує понад 19 тисяч експонатів і розміщена в 23-х залах старовинного купецького особняка.

## Історія
Відкрита 15 грудня 1918 року як «Картинна галерея і музей Ради Професійних Спілок Астраханського краю імені засновника П. М. Догадіна». З 1922 по 1928 — «Астраханська картинна галерея», з 1929 по 1948 — «Астраханська державна картинна галерея», з 1949 по 1957 — «Астраханська обласна картинна галерея», а 1958 року постановою Ради міністрів РРФСР галереї присвоєно ім'я Кустодієва. 2008 року перейменована в «Астраханську державну картинну галерею імені П. М. Догадіна».
20 травня 1941 року в приміщенні Сталінградської картинної галереї відкрилася спільна виставка астраханських і сталинградських художників. Одним з результатів виставки було спільне засідання правлінь Сталінградського і Астраханського відділень Спілки радянських художників, у ході якого був сформований план спільної творчої роботи для підготовки виставки «Наша Батьківщина».
У червні 1941 року з Астраханської державної картинної галереї в Сталінградську картинну галерею було передано 20 творів російського живопису і графіки.
12 липня 1941 року на засіданні президії Астраханського відділення Спілки радянських художників галереї було рекомендовано взяти участь у спільній організації виставки, присвяченої історії оборони Росії і СРСР, і передати для неї репродукції і оригінали художніх творів. Для транспортування виставки використовувався пароплав «Йосип Сталін».
Всі передані картини загинули разом з колекцією Сталінградської картинної галереї під час Сталінградської битви.

## Галерея

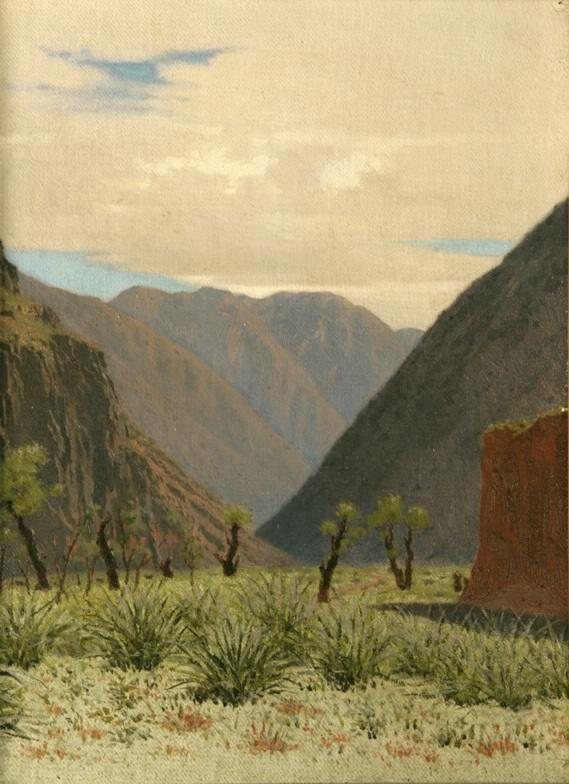
Василь Верещагін. «Прохід Барскаун», 1869—1870
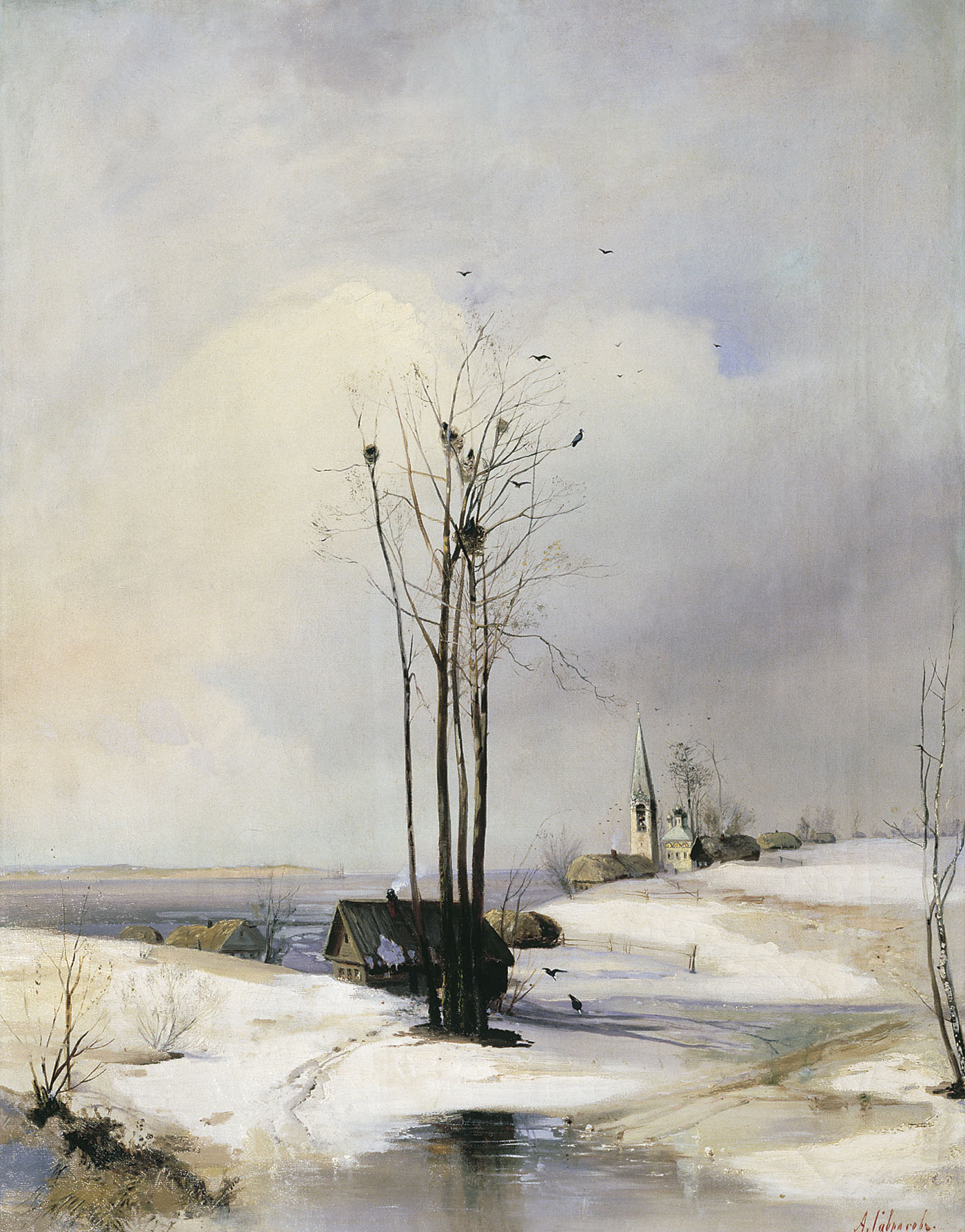
Олексій Саврасов. «Рання весна. Відлига.», 1880-ті
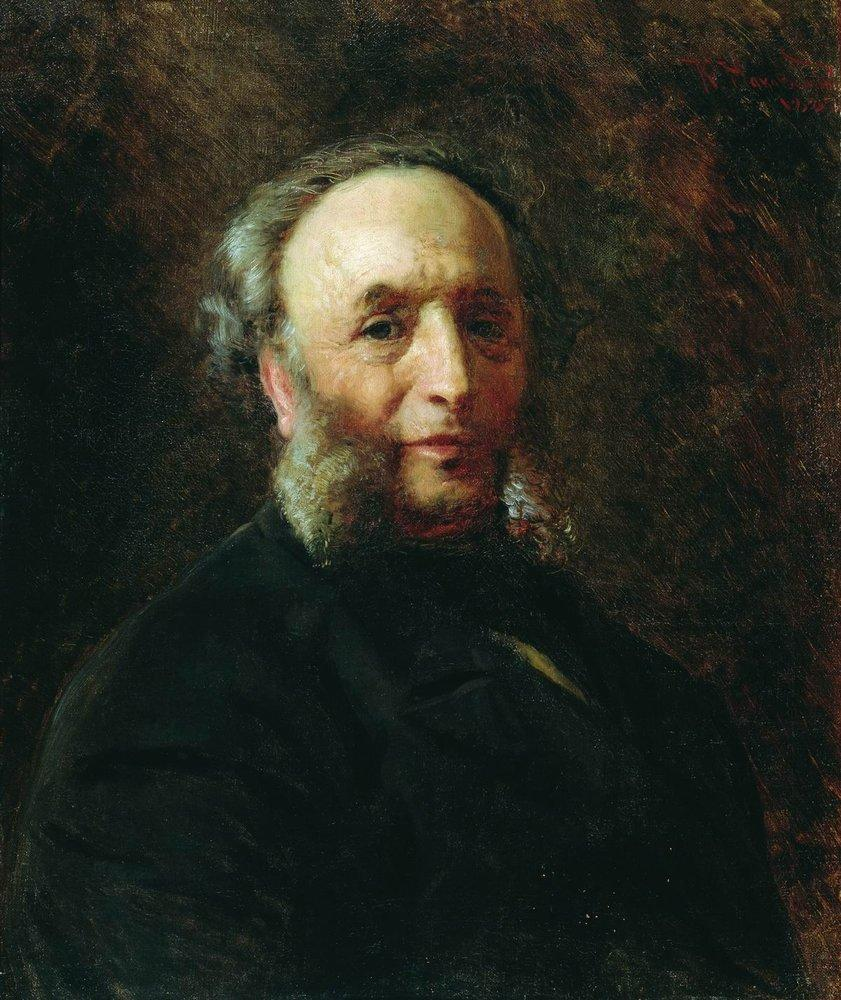
Костянтин Маковський. «Портрет Айвазовського», 1887
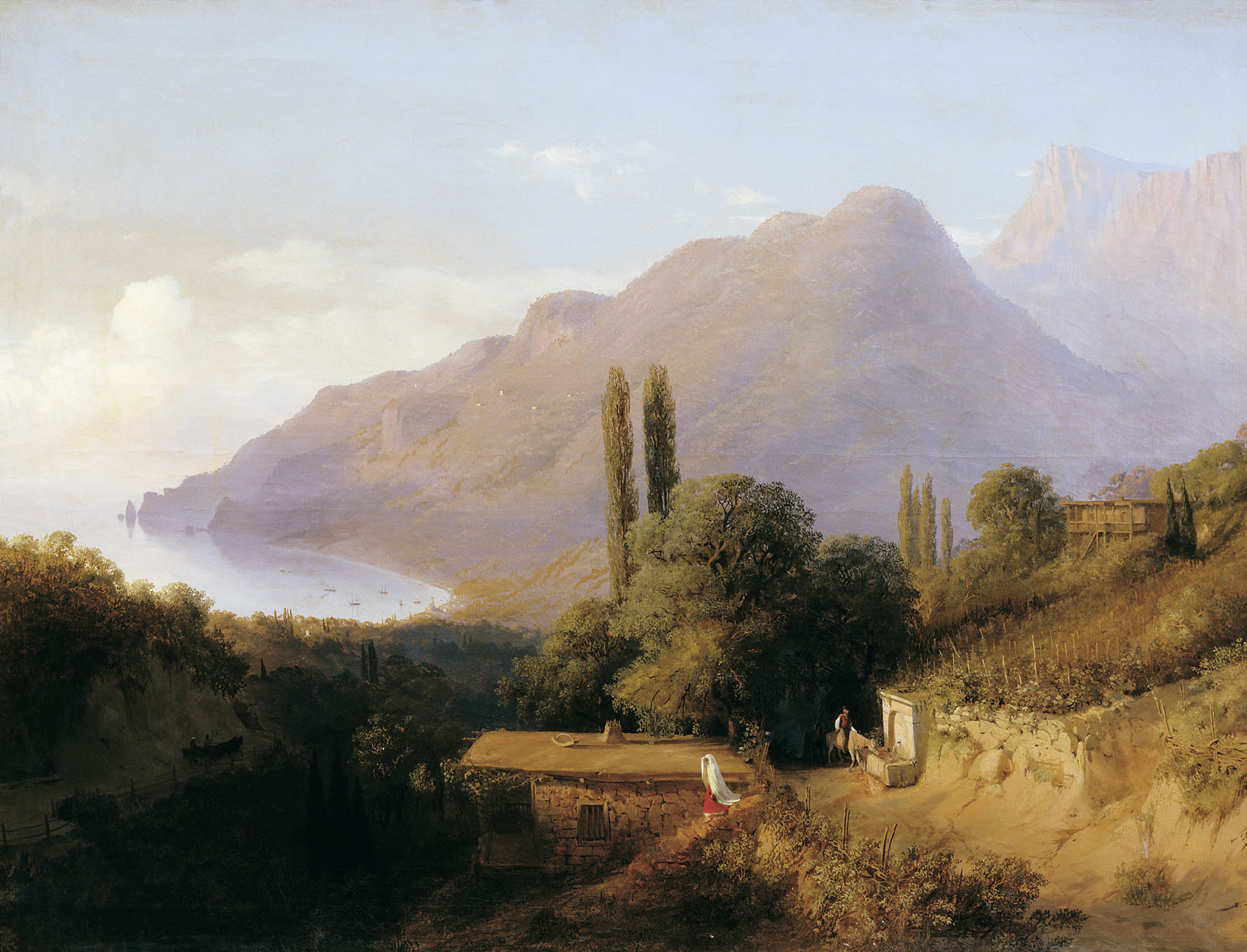
Лев Лагоріо. «Кримський пейзаж», 1891
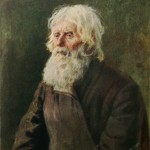
Микола Ярошенко. «Голова старого селянина», 1893
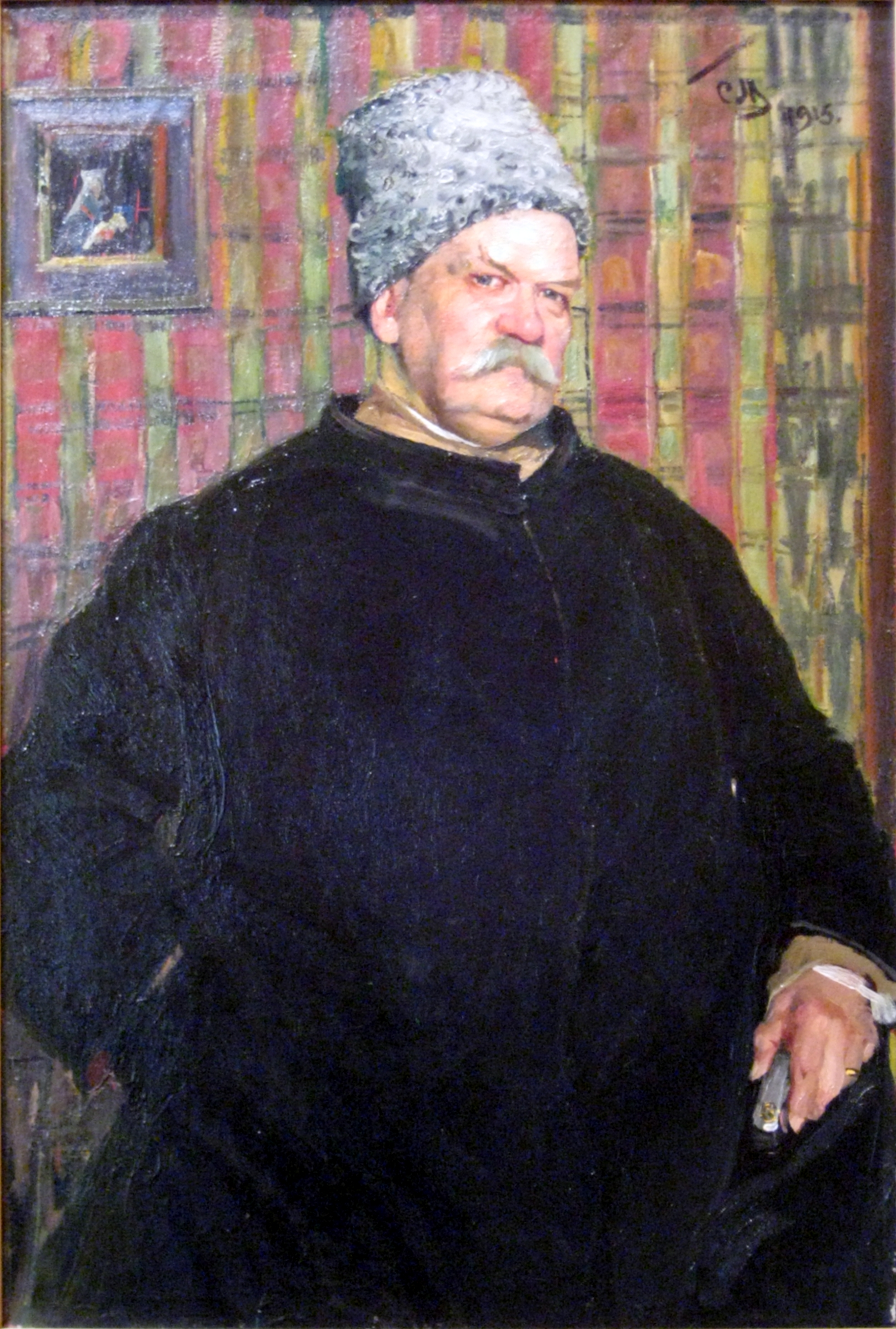
Сергій Малютін.  «Король репортерів», портрет Володимира Гіляровського, 1915
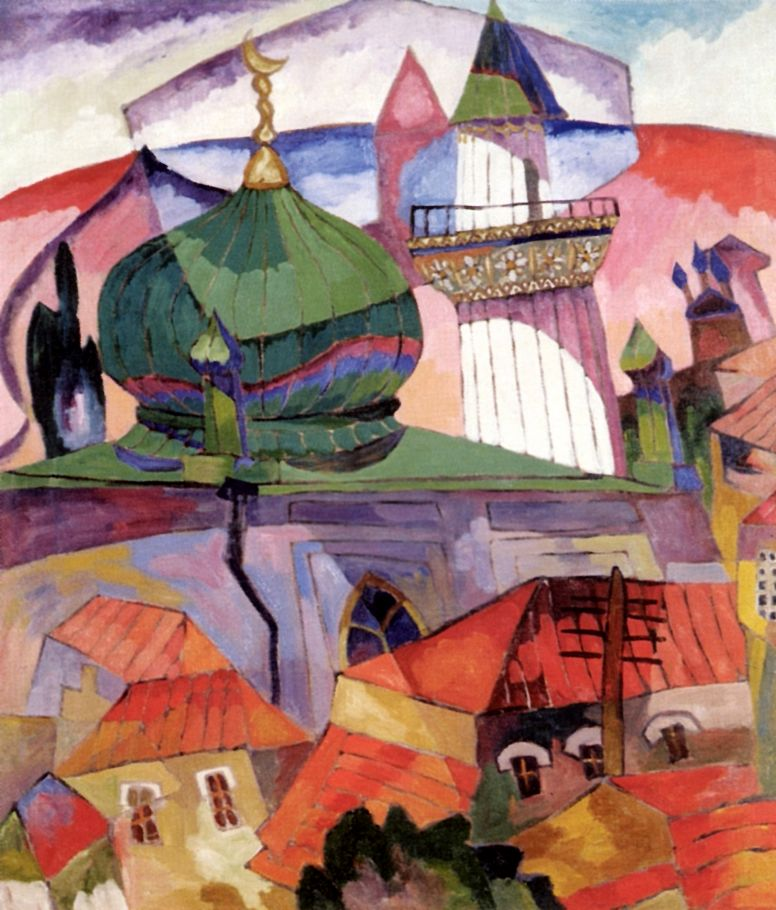
Аристарх Лентулов. «Мечеть», 1916
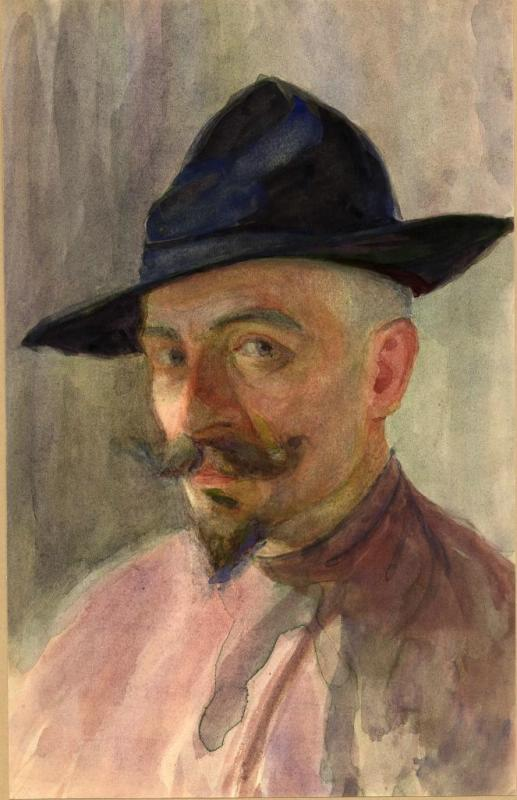
Павло Шиллінговський. «Автопортрет», 1916